# Gastronomía de Eslovenia

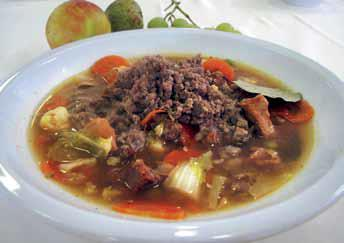
Obara con ternera y setas.

La Gastronomía de Eslovenia es una colección de costumbre culinarias autóctonas, aunque se pueden encontrar referencias de la cocina del ìmperio austro-húngaro. Los platos tradicionales suelen llevar como ingredientes patatas, col, queso (generalmente de oveja), cerdo, cordero y aves. Suelen ser muy populares las sopas. 

## Especialidades regionales

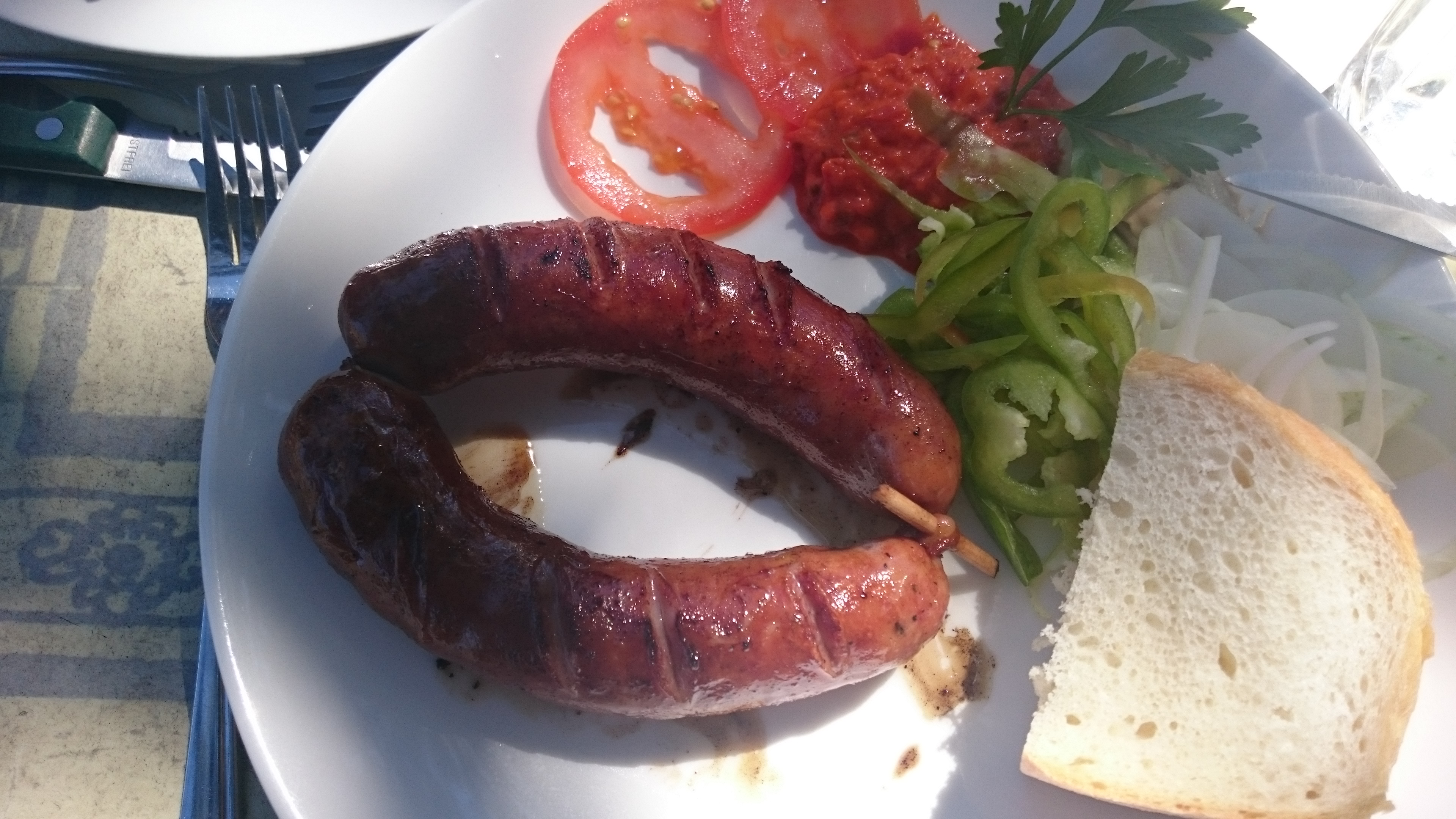
Salchicha kranjska klobasa.

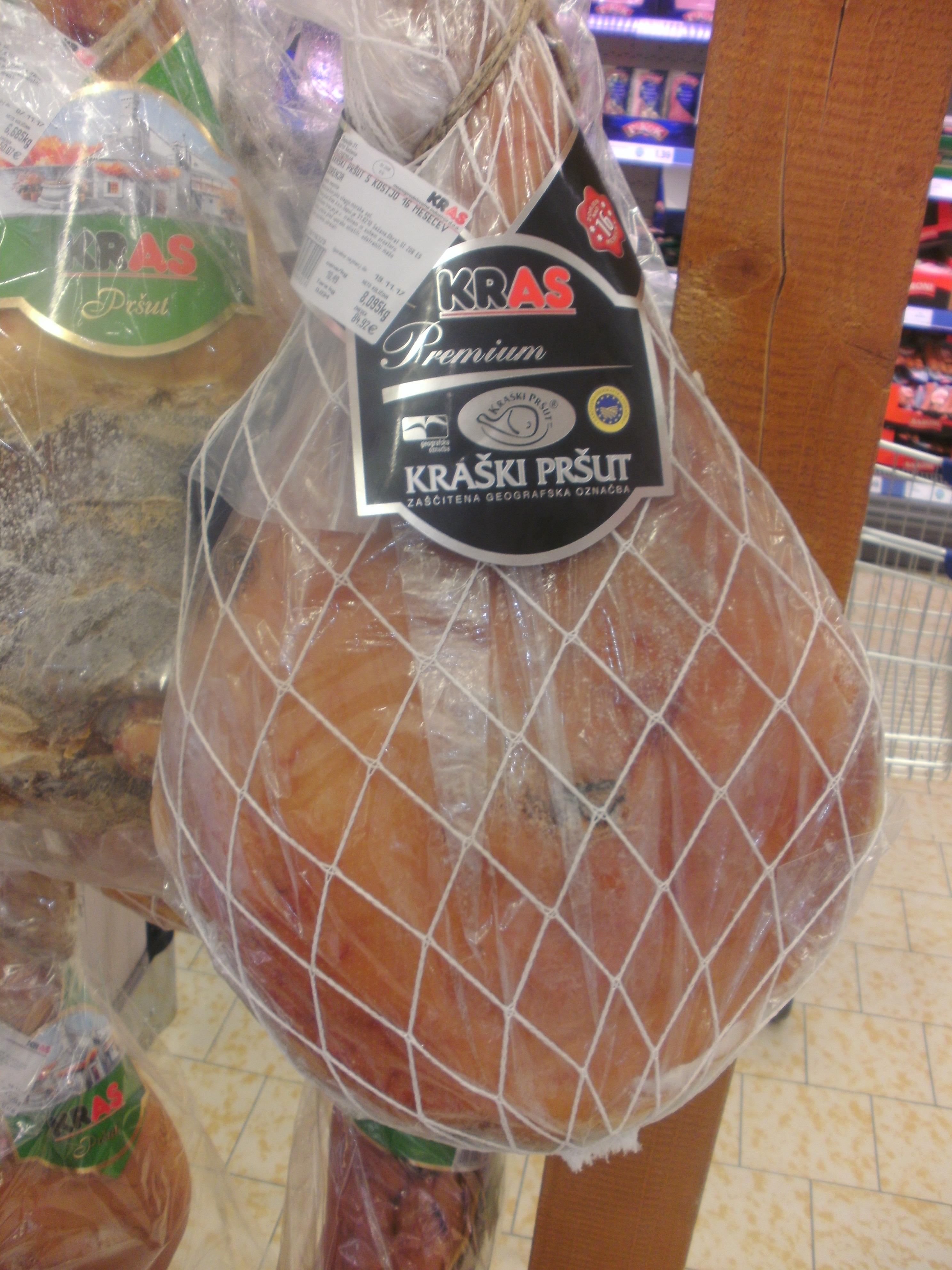
Jamón del Carso.

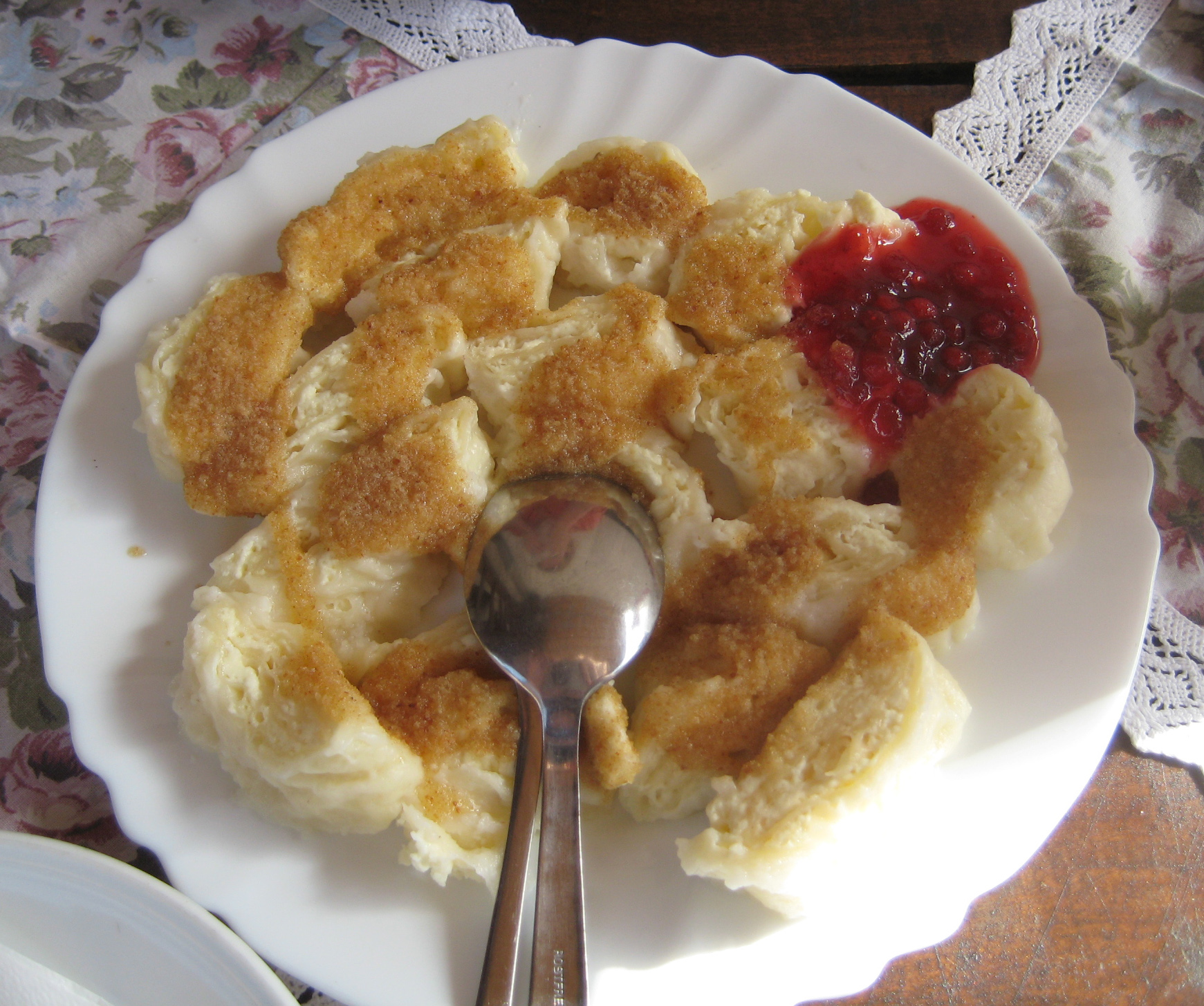
La pasta štruklji.

### Norte
La salchicha kranjska klobasa es el gran orgullo de la zona, un producto con Denominación de Origen Protegida elaborado con la receta de 1896 que se consume hervida y servida con mostaza y rábano picante, chucrut o nabos. Pero más famosa en toda Europa e incluso en América es la miel producida por la abeja carniola, una especie nativa que permite la producción de diversos panes de miel.
En la zona alpina el queso es la estrella, con el trniči en la aldea de pastores de Velika Planina y el mohant en Bohinj. Cerca de allí, el pueblo de Bled se hizo famoso con dos postres (blejska kremšnita y potica, que se consumen en todo Eslovenia pero aseguran que son originarios de Bled en particular), mientras que la especialidad de Radovljica es el chocolate, donde tiene su propio festival anual en abril.

### Oeste
En torno al río Isonzo (Soča), el ganado y el pescado son parte esencial de la gastronomía regional. La trucha del Soča (soška postrv) es el ingrediente principal de toda una variedad de platos de la zona.

### Sudoeste
En la zona de Carso, la charcutería sigue la tradición de secado influida por el viento bora. Son muy renombrados la panceta, el jamón del Carso (kraški pršut) y una carne seca llamada zašinek. También hay una buena variedad de vinos, así como legumbres y hortalizas que forman parte de recetas regionales de guisos y sopas.
Sobre el mar Adriático, entre Italia y Croacia, crece una diversidad de hierbas silvestres utilizadas para sazonar pescados, calamares y mejillones de la zona. Hay también olivos en Istria e higos en la región del golfo de Trieste, aunque el producto más renombrado es la sal de Piran, ligera y rica en minerales marinos.

### Centro
En la capital, Liubliana, la gran cantidad de ranas influye en la gastronomía, aunque la comida de la región es muy cosmopolita. La especialidad es la pasta rellena štruklji, los panes dulces pogače y diferentes tipos de kruh (pan). En Idrija se puede degustar el žlikrofi, una pasta con relleno de papas al estilo de los ravioli italianos.

### Este
Los generosos campos de cereales y la cría de ganado llevan a una gastronomía muy variada, con platos a base de legumbres y carne de matanza (koline), el guiso enolončnice y el postre gibanice, típico de la región.
Precisamente, en la zona del río Mura (región de Transmurania), la especialidad es el prekmurska gibanica, que tiene dos tipos de masa, cuatro rellenos y dos salsas.

## Platillos principales
Algunos ejemplos de la gastronomía eslovena:

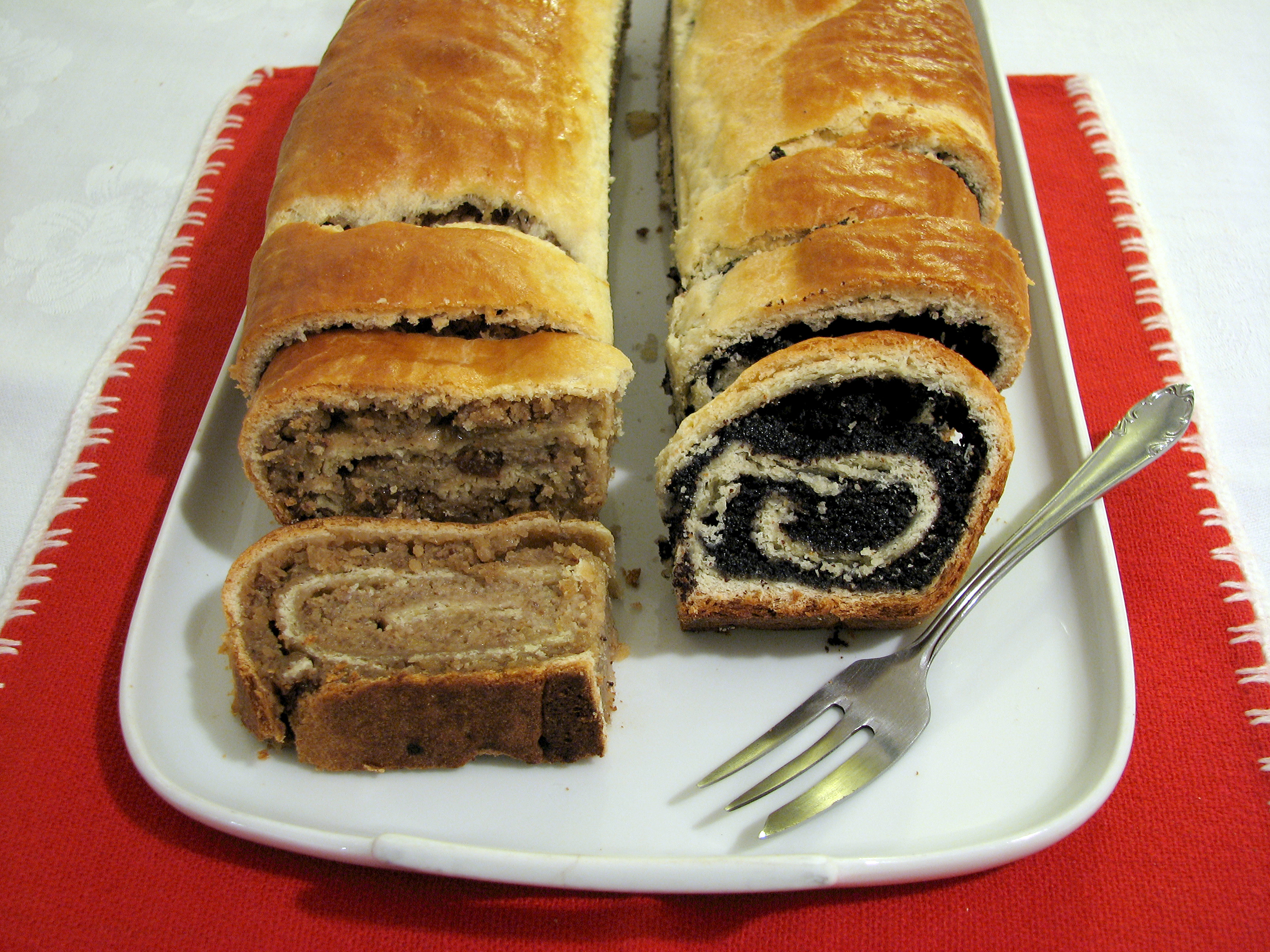
Potica.

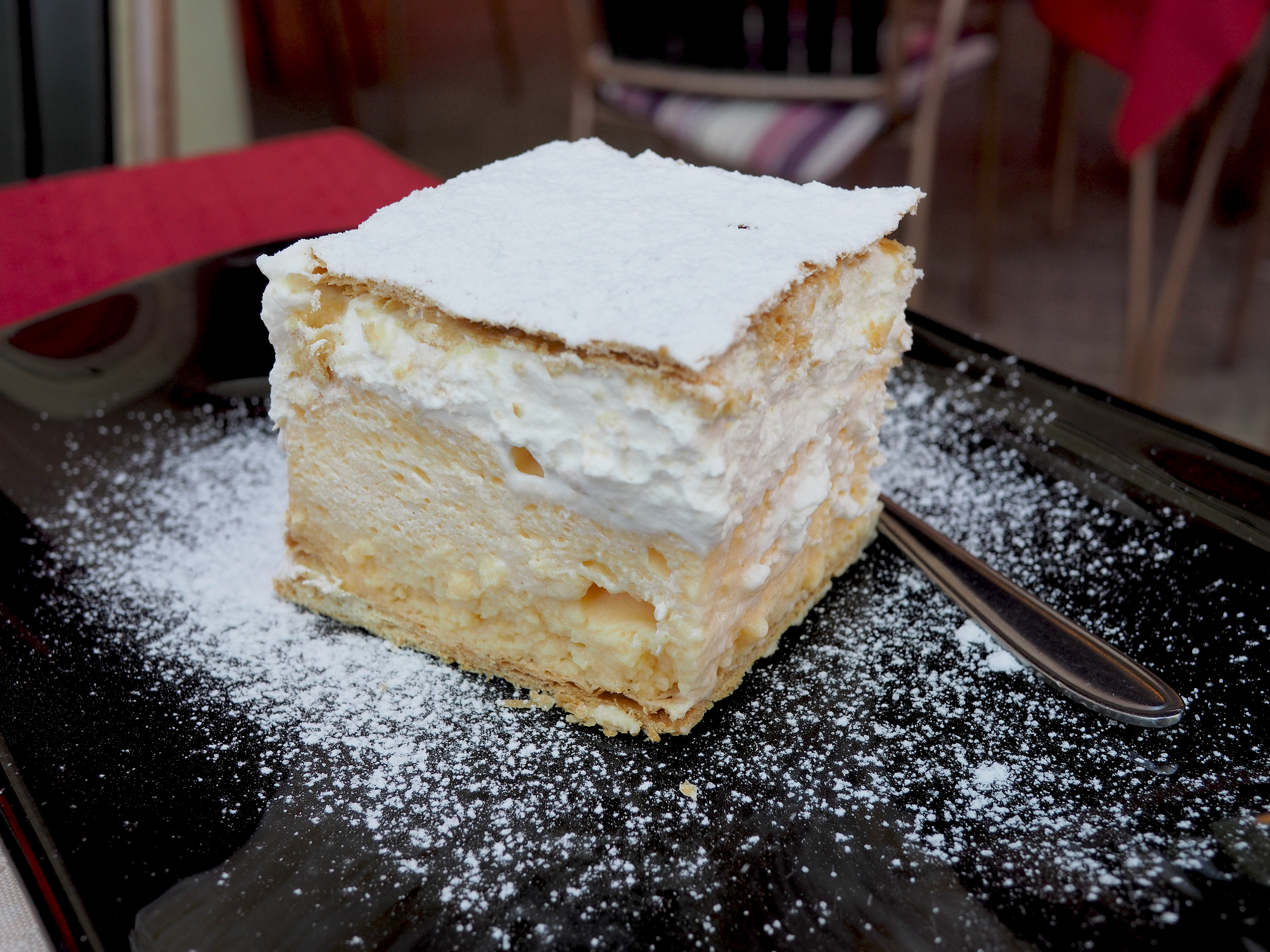
Kremšnita de Bled.

- Ajdovi zganci (chicharrones, pan de centeno y leche)
- Belokranjska povitica (masa rellena de requesón, huevos y crema)
- Bograč (estofado de carne)
- Bujta repa (guiso con cerdo, nabos y vinagre)
- Funšterc (torta de huevo y harina)
- Golaž (carne estofada)
- Idrijski žlikrofi (pasta rellena)
- Jota (sopa con repollo, papas, panceta y costillas)
- Kmečka pojedina (salchicha, chucrut y frijoles)
- Kranjska klobasa (salchicha con denominación de origen)
- Mavželj (plato con carne de cerdo)
- Mežerli (vísceras con pan y especias)
- Mineštra (sopa de verduras)
- Obara (sopa con carne)
- Palačinke (crepe dulce)
- Prezganka (nabos en vinagre)
- Ričet (sopa de judías)
- Štajerska kisla juha (sopa de cerdo con papas, cebolla y nata)
- Žlikrofi (ñoquis de papa)

### Acompañamientos
- Kislo zelje (repollo macerado)
- Matevž (frijoles y papas)
- Mlinci (pan hervido en forma de pasta)
- Žganci (a base de harina o trigo)

### Postres
- Kremšnita (pastel de hojaldre y crema batida)
- Potica (postre de masa y nuez)
- Prekmurska gibanica (tarta de nuez, manzana y queso cottage)
- Špehovka (masa de harina, leche, mantequilla, huevos y crema)
- Štruklji (pastel relleno dulce o salado)

## Bebidas

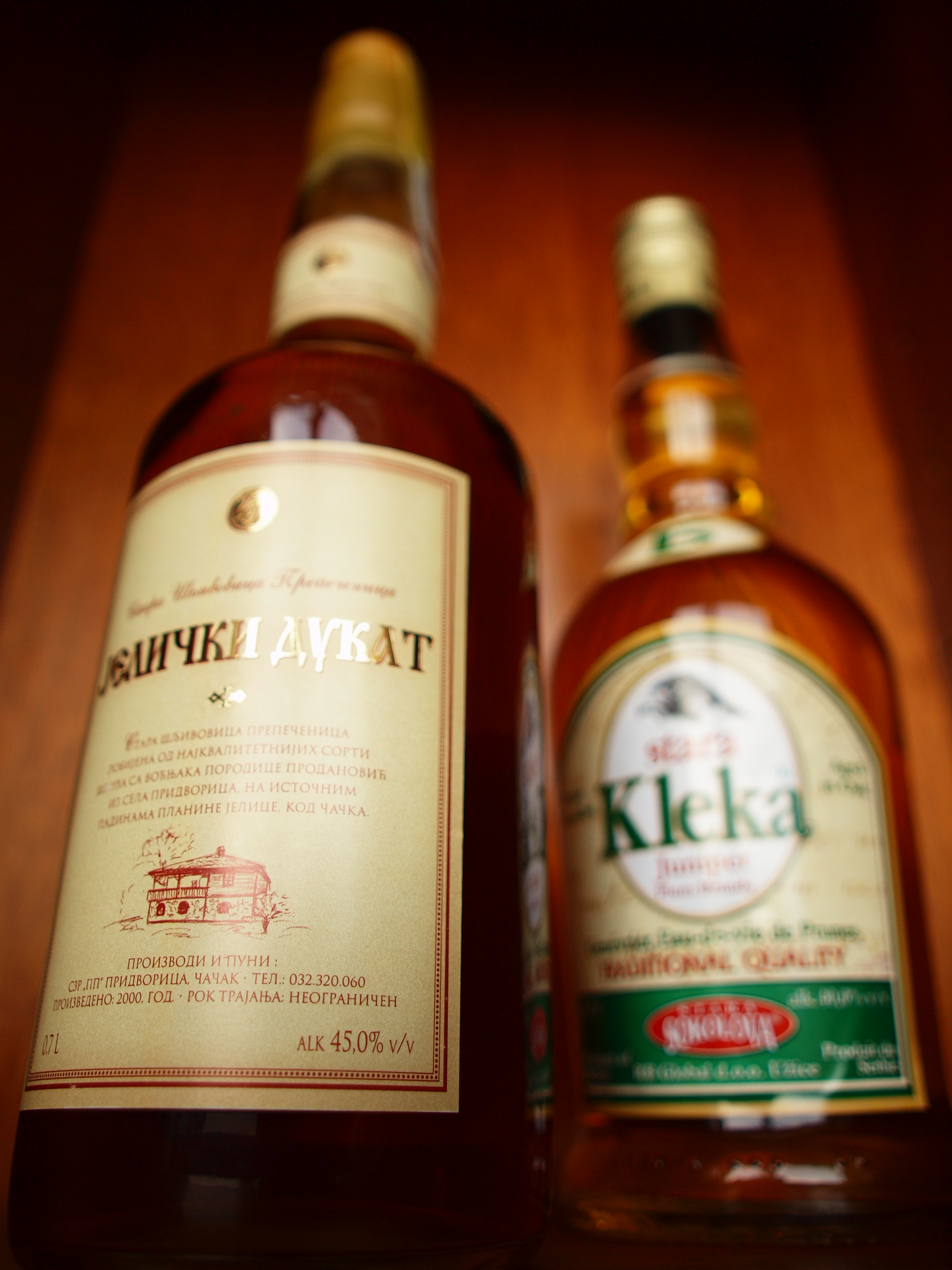
Sljivovica añejo.

Una de las bebidas nacionales es el sljivovica, una especie de aguardiente. Los vinos más populares son los que proceden de las uvas riesling y cabernet sauvignon.